# Girolamo Dente
Girolamo Dente, detto anche Girolamo di Tiziano (Ceneda, 1510 – 1568), è stato un pittore italiano.
Aiutante e testimone di nozze di Tiziano Vecellio, fu autore di un'opera raffigurante le quattro stagioni.